# Rubrius lineatus
Rubrius lineatus är en spindelart som beskrevs av Roth 1967. Rubrius lineatus ingår i släktet Rubrius och familjen mörkerspindlar. Inga underarter finns listade i Catalogue of Life.